# هارييت ماي ميلس
هارييت ماي ميلس (بالإنجليزية: Harriet May Mills) هي ناشطة حق المرأة بالتصويت ‏ أمريكية، ولدت في 1857، وتوفيت في 15 مايو 1936.